# Guglielmo Janni
Guglielmo Janni (Roma, 19 novembre 1892 – Roma, 23 gennaio 1958) è stato un pittore e letterato italiano, uno dei rappresentanti della cosiddetta Scuola Romana.

## Biografia
Figlio di famiglia romana illustre, il padre avvocato Giuseppe Janni e la madre Teresa Belli, nipote del rinomato poeta Giuseppe Gioachino Belli, l'artista sarà molto influenzato dall'eredità letteraria del bisnonno. Dopo il liceo classico e la laurea in giurisprudenza del 1914, finita la grande guerra, frequenta il corso di decorazione tenuto dall'artista liberty Giulio Bargellini all'Accademia di Belle Arti e, ricevutone il diploma, collabora con lui e allo stesso tempo studia per conto suo filosofia e letteratura.
Nel 1921 è presente alla I Biennale romana e verso il 1924 viene chiamato dal suo maestro a decorare la sede centrale della Banca d'Italia, dove dipinge un murale sulla Storia della moneta italiana. Tra il 1926 e il 1927 collabora in successione col Ministero dell'interno e il Ministero di grazia e giustizia, con l'Istituto Nazionale delle Assicurazioni e con le Terme di Montecatini. In questo periodo i suoi temi principali coinvolgono motivi religiosi e nel periodo 1923-1928 l'artista espone alcune sue opere alla II Biennale romana; al Concorso Artistico Francescano di Milano; al Concorso di Pittura dell'Associazione Nazionale degli Artisti di Firenze. Diventa amico del pittore Alberto Ziveri e nel 1928 affresca la cappella votiva per i caduti nella chiesa di San Bartolomeo a Busseto (Parma), con influenze da Piero della Francesca. Viene elogiato dal critico d'arte Roberto Longhi, che ne descrive le forme prevalentemente letterarie della pittura, giudizio che si rivela appropriato in quanto i temi rappresentati da Janni acquisiscono risonanze di "vocazione al mito", che l'artista trascende attraverso una tormentata e sensuale contemplazione della bellezza virile, a volte celata attraverso il tema ambiguo e mondano del mascheramento: il suo "Endimione" del 1931 ne è una conferma.
Giuseppe Ungaretti presenta in catalogo la prima personale di Janni alla Galleria della Cometa, a Roma nel 1936, dove vengono esposte diverse sue opere importanti, tra le quali: Figura d'aprile, Giovani atleti, Lo specchio, Figura di Balletto. Ricevuto con successo di pubblico e critica, l'anno seguente allestisce nella stessa galleria la seconda personale e, sempre nel 1936, partecipa per l'unica volta alla Biennale di Venezia, ed espone tre opere all'Esposizione d'Arte Italiana Contemporanea di Budapest.
Dopo aver visitato l'Esposizione Universale di Parigi con Alberto Ziveri nel 1937, entra in crisi esistenziale, rinuncia completamente alla pittura e si dedica solo allo studio di scritti inediti del bisnonno Giuseppe Gioachino Belli, raccolti nella biblioteca di famiglia. Janni morirà mentre stava lavorando alla terza stesura di una monumentale biografia del poeta romano, che aveva raggiunto la dimensione di dieci volumi dattiloscritti, e che fu pubblicata postuma nel 1967.